# Mazda Kazamai
O  Kazamai é um protótipo apresentado pela Mazda na edição de 2008 do Salão de Moscou.